# Fredningsbælte
Fredningsbælter er områder med restriktioner for fiskeri. Fredningsbælterne er hvor åer og bække løber ud i hav og fjorde. Disse fredningsbælter er etableret for, at fisk frit kan bevæge sig op i vandløbene og ud igen.